# 彼得斯哈根
彼得斯哈根（德語：Petershagen，發音：[ˌpeːtɐsˈhaːɡn̩] ⓘ）是德国北莱茵-威斯特法伦州代特莫尔德行政区明登-吕伯克县的城市，面积211.94平方千米，2023年12月31日人口为25,226人。